# Campeonato Brasileiro de Futebol Sub-20 de 2021
O Campeonato Brasileiro de Futebol Sub-20 de 2021 foi a sétima edição da competição organizada pela Confederação Brasileira de Futebol (CBF), disputada apenas por jogadores nascidos a partir de 2001, ou seja, a competição é restrito à categoria Sub-20.

## Formato e regulamento
O campeonato é disputado em quatro fases, na primeira fase os 20 clubes jogam no modelo de pontos corridos em turno único. Os oito primeiros se classificarão para as quartas-de-final; na segunda fase (quartas-de-final) os clubes se enfrentarão no sistema eliminatório (“mata-mata”) classificando-se o vencedor de cada grupo para a terceira fase (semifinal) os clubes se enfrentaram no sistema eliminatório classificando-se o vencedor de cada grupo para a quarta fase (final), onde os dois clubes se enfrentarão também no sistema eliminatório para definir o campeão.
1. Primeira fase: 20 clubes jogam todos contra todos em turno único
2. Segunda Fase (quartas-de-final): oito clubes distribuídos em quatro grupos de dois clubes cada
3. Terceira fase (semifinal): quatro clubes distribuídos em dois grupos de dois clubes cada
4. Quarta fase (final): em um grupo de dois clubes, de onde sairá o campeão

### Critérios de desempate
Em caso de empate de pontos entre dois clubes, os critérios de desempate serão aplicados na seguinte ordem:
1. Número de vitórias
2. Saldo de gols
3. Gols marcados
4. Número de cartões vermelhos
5. Número de cartões amarelos
6. Sorteio

## Participantes
| Equipe               | Cidade         | Estado            | Estádio (mando)         | Capacidade    | Títulos        |
| -------------------- | -------------- | ----------------- | ----------------------- | ------------- | -------------- |
| América Mineiro      | Belo Horizonte | Minas Gerais      | Estádio das Alterosas   | 2 000         | 0 (não possui) |
| Athletico Paranaense | Curitiba       | Paraná            | CT do Caju              | 1 367         | 0 (não possui) |
| Atlético Goianiense  | Goiânia        | Goiás             | CT do Dragão            | Não informado | 0 (não possui) |
| Atlético Mineiro     | Belo Horizonte | Minas Gerais      | Estádio das Alterosas   | 2 000         | 1 (2020)       |
| Bahia                | Salvador       | Bahia             | Joia da Princesa        | 16 274        | 0 (não possui) |
| Botafogo             | Rio de Janeiro | Rio de Janeiro    | CEFAT                   | Não informado | 0 (não possui) |
| Ceará                | Fortaleza      | Ceará             | Cidade Vozão            | 4 000         | 0 (não possui) |
| Chapecoense          | Chapecó        | Santa Catarina    | CT da Água Amarela      | Não informado | 0 (não possui) |
| Corinthians          | São Paulo      | São Paulo         | Parque São Jorge        | 16 000        | 0 (não possui) |
| Cruzeiro             | Belo Horizonte | Minas Gerais      | Arena do Jacaré         | 18 870        | 1 (2017)       |
| Flamengo             | Rio de Janeiro | Rio de Janeiro    | Gávea                   | 8 000         | 1 (2019)       |
| Fluminense           | Rio de Janeiro | Rio de Janeiro    | Estádio das Laranjeiras | 8 000         | 1 (2015)       |
| Fortaleza            | Fortaleza      | Ceará             | CT Ribamar Bezerra      | Não informado | 0 (não possui) |
| Grêmio               | Porto Alegre   | Rio Grande do Sul | CT Hélio Dourado        | 1 500         | 0 (não possui) |
| Internacional        | Porto Alegre   | Rio Grande do Sul | Passo D'Areia           | 10 600        | 0 (não possui) |
| Palmeiras            | São Paulo      | São Paulo         | Allianz Parque          | 43 713        | 1 (2018)       |
| Santos               | Santos         | São Paulo         | Primeiro de Maio        | 15 759        | 0 (não possui) |
| São Paulo            | São Paulo      | São Paulo         | CT de Cotia             | 1 500         | 0 (não possui) |
| Sport                | Recife         | Pernambuco        | Arena de Pernambuco     | 44 300        | 0 (não possui) |
| Vasco da Gama        | Rio de Janeiro | Rio de Janeiro    | Nivaldão                | 2 184         | 0 (não possui) |

## Primeira fase

### Desempenho por rodada
Clubes que lideraram o campeonato ao final de cada rodada:
| Rodadas | Rodadas | Rodadas | Rodadas | Rodadas | Rodadas | Rodadas | Rodadas | Rodadas | Rodadas | Rodadas | Rodadas | Rodadas | Rodadas | Rodadas | Rodadas | Rodadas | Rodadas | Rodadas |
| ------- | ------- | ------- | ------- | ------- | ------- | ------- | ------- | ------- | ------- | ------- | ------- | ------- | ------- | ------- | ------- | ------- | ------- | ------- |
| 1       | 2       | 3       | 4       | 5       | 6       | 7       | 8       | 9       | 10      | 11      | 12      | 13      | 14      | 15      | 16      | 17      | 18      | 19      |
| CRU     | SPA     | SPA     | SPA     | VAS     | SPA     | SPA     | SPA     | SPA     | SPA     | SPA     | SPA     | SPA     | SPA     | ATM     | ATM     | SPA     | FLA     | FLA     |

Clubes que ficaram na última posição do campeonato ao final de cada rodada:
| Rodadas | Rodadas | Rodadas | Rodadas | Rodadas | Rodadas | Rodadas | Rodadas | Rodadas | Rodadas | Rodadas | Rodadas | Rodadas | Rodadas | Rodadas | Rodadas | Rodadas | Rodadas | Rodadas |
| ------- | ------- | ------- | ------- | ------- | ------- | ------- | ------- | ------- | ------- | ------- | ------- | ------- | ------- | ------- | ------- | ------- | ------- | ------- |
| 1       | 2       | 3       | 4       | 5       | 6       | 7       | 8       | 9       | 10      | 11      | 12      | 13      | 14      | 15      | 16      | 17      | 18      | 19      |
| FOR     | SPT     | SPT     | COR     | ACG     | ACG     | BAH     | BAH     | FOR     | SAN     | SAN     | SAN     | SAN     | SAN     | SAN     | SAN     | BAH     | BAH     | ACG     |

## Fase final
Em itálico, os times que possuem o mando de campo no primeiro jogo do confronto. 
  Em negrito, os clubes classificados
|  | Quartas de final              | Quartas de final              | Quartas de final              | Quartas de final              |   |               | Semifinais                    | Semifinais                    | Semifinais                    | Semifinais                    |  |           | Final                           | Final                           | Final                           | Final                           |  |  |
|  | 15 de outubro a 23 de outubro | 15 de outubro a 23 de outubro | 15 de outubro a 23 de outubro | 15 de outubro a 23 de outubro |   |               | 31 de outubro a 7 de novembro | 31 de outubro a 7 de novembro | 31 de outubro a 7 de novembro | 31 de outubro a 7 de novembro |  |           | 21 de novembro a 28 de novembro | 21 de novembro a 28 de novembro | 21 de novembro a 28 de novembro | 21 de novembro a 28 de novembro |  |  |
|  |                               |                               |                               |                               |   |               |                               |                               |                               |                               |  |           |                                 |                                 |                                 |                                 |  |  |
|  | Vasco da Gama                 | 2                             | 0                             | 2                             |   |               |                               |                               |                               |                               |  |           |                                 |                                 |                                 |                                 |  |  |
|  | Flamengo                      | 1                             | 3                             | 4                             |   |               |                               |                               |                               |                               |  |           |                                 |                                 |                                 |                                 |  |  |
|  | Flamengo                      | 1                             | 3                             | 4                             |   | Flamengo      | 0                             | 1                             | 1                             |                               |  |           |                                 |                                 |                                 |                                 |  |  |
|  |                               |                               |                               |                               |   | Flamengo      | 0                             | 1                             | 1                             |                               |  |           |                                 |                                 |                                 |                                 |  |  |
|  |                               | São Paulo                     | 1                             | 1                             | 2 |               |                               |                               |                               |                               |  |           |                                 |                                 |                                 |                                 |  |  |
|  | Athletico Paranaense          | São Paulo                     | 1                             | 1                             | 2 | 1             | 2                             | 3                             |                               |                               |  |           |                                 |                                 |                                 |                                 |  |  |
|  | Athletico Paranaense          |                               |                               |                               |   | 1             | 2                             | 3                             |                               |                               |  |           |                                 |                                 |                                 |                                 |  |  |
|  | São Paulo                     | 1                             | 3                             | 4                             |   |               |                               |                               |                               |                               |  |           |                                 |                                 |                                 |                                 |  |  |
|  | São Paulo                     | 1                             | 3                             | 4                             |   |               |                               |                               |                               |                               |  | São Paulo | 0                               | 1                               | 1                               |                                 |  |  |
|  |                               |                               |                               |                               |   |               |                               |                               |                               |                               |  | São Paulo | 0                               | 1                               | 1                               |                                 |  |  |
|  |                               | Internacional                 | 2                             | 1                             | 3 |               |                               |                               |                               |                               |  |           |                                 |                                 |                                 |                                 |  |  |
|  | Internacional                 | Internacional                 | 2                             | 1                             | 3 | 2             | 3                             | 5                             |                               |                               |  |           |                                 |                                 |                                 |                                 |  |  |
|  | Internacional                 |                               |                               |                               |   | 2             | 3                             | 5                             |                               |                               |  |           |                                 |                                 |                                 |                                 |  |  |
|  | Palmeiras                     | 1                             | 3                             | 4                             |   |               |                               |                               |                               |                               |  |           |                                 |                                 |                                 |                                 |  |  |
|  | Palmeiras                     | 1                             | 3                             | 4                             |   | Internacional | 0                             | 1                             | 1                             |                               |  |           |                                 |                                 |                                 |                                 |  |  |
|  |                               |                               |                               |                               |   | Internacional | 0                             | 1                             | 1                             |                               |  |           |                                 |                                 |                                 |                                 |  |  |
|  |                               | Atlético Mineiro              | 0                             | 0                             | 0 |               |                               |                               |                               |                               |  |           |                                 |                                 |                                 |                                 |  |  |
|  | Botafogo                      | Atlético Mineiro              | 0                             | 0                             | 0 | 0             | 0                             | 0                             |                               |                               |  |           |                                 |                                 |                                 |                                 |  |  |
|  | Botafogo                      |                               |                               |                               |   | 0             | 0                             | 0                             |                               |                               |  |           |                                 |                                 |                                 |                                 |  |  |
|  | Atlético Mineiro              | 0                             | 2                             | 2                             |   |               |                               |                               |                               |                               |  |           |                                 |                                 |                                 |                                 |  |  |

## Premiação
| Campeão do Campeonato Brasileiro de Futebol Sub-20 de 2021 |
| ---------------------------------------------------------- |
| Internacional Campeão (3° título)                          |

## Artilheiros
| Pos. | Jogador                           | Equipe              | Gols |
| ---- | --------------------------------- | ------------------- | ---- |
| 1    | Gabriel Silva Vieira              | Palmeiras           | 16   |
| 2    | Rômulo José Cardoso da Cruz       | Atlético Paranaense | 14   |
| 3    | Rubens Antonio Dias               | Atlético Mineiro    | 10   |
| 4    | Juan Santos da Silva              | São Paulo           | 9    |
| 4    | Matheus Alfredo Cadorini da Silva | Internacional       | 9    |
| 4    | Cauê Vinicius dos Santos          | Corinthians         | 9    |
| 4    | Marco Antonio Marsulo Junior      | Chapecoense         | 9    |